# Power Play (película de 2003)
Power Play (conocida en Brasil como Jogos de Poder) es una película de acción y suspenso de 2003, dirigida por Joseph Zito, escrita por BJ Davis, Adrian Fulle, Brent Huff y Douglas L. Walton, musicalizada por Joseph Bishara, en la fotografía estuvo Gideon Porath y los protagonistas son Dylan Walsh, Alison Eastwood y Tobin Bell, entre otros. El filme fue realizado por American Cinema International, se estrenó el 23 de abril de 2003.

## Sinopsis
Un periodista trata de averiguar por qué hubo una crisis de energía en Estados Unidos. Para dificultar las cosas, hay una sucesión de réplicas de un potente terremoto, desconocidos que le disparan y la desaparición de varios trabajadores que pretenden indagar negocios que perjudicaron al medio ambiente.